# Catachlorops dalmeidai
Catachlorops dalmeidai är en tvåvingeart som beskrevs av Pechuman 1946. Catachlorops dalmeidai ingår i släktet Catachlorops och familjen bromsar. Inga underarter finns listade i Catalogue of Life.